# Річне (Бахчисарайський район)
Річне́ (крим. Riçne) — село в Україні, у Бахчисарайському районі Автономної Республіки Крим. Підпорядковане Залізничненській сільській раді. Розташоване в центрі району.
Відстань від райцентру до населеного пункта становить 5 кілометрів по прямій.
За даними сільради на 2009 рік у селі на площі 3,7 гектара у 88 дворах проживало 432 особи, функціонувало 2 магазини.
Село виникло після Другої світової війни.